# Softball Confederation of Asia
La Softball Confederation of Asia (SCA) è l'organo che governa il softball in Asia, ed una delle cinque zone della International Softball Federation. La sede della SCA è situata a Kuala Lumpur, Malaysia.
È una associazione internazionale, fondata nel 1990, che riunisce 22 federazioni nazionali di softball in Asia, e, come organo di governo, è responsabile del controllo e dello sviluppo del softball in Asia. Inoltre, promuove, supervisiona e dirige le competizioni asiatiche a livello di club e di squadre nazionali, e gli arbitri asiatici internazionali.

## Nazioni aderenti
- Brunei - Brunei Amateur Softball & Baseball Association
- Cina - Chinese Softball Association
- Corea del Nord - Baseball and Softball Association of DPR Korea
- Corea del Sud - Korea Softball Federation
- Filippine - Amateur Softball Association of the Philippine
- Giordania - Jordan Softball Union
- Giappone - Japan Softball Association
- Hong Kong - Hong Kong Softball Association
- India - Softball Association of India
- Indonesia - Indonesia Amateur Baseball & Softball Federation
- Iran - Islamic Republic of Iran Baseball and Softball Association
- Iraq - Iraqi Baseball and Softball Federation
- Kazakistan - Baseball and Softball Federation of the Republic of Kazakhstan
- Malaysia - Softball Association Malaysia
- Mongolia - Mongolian Softball Federation
- Nepal - Nepal Baseball And Softball Association
- Pakistan - Softball Federation of Pakistan
- Singapore - Singapore Baseball & Softball Association
- Taiwan - Chinese Taipei Amateur Softball Association
- Thailandia - Amateur Softball Association of Thailand
- Uzbekistan - Uzbekistan Softball Federation
- Vietnam - Vietnam Softball Association

### Nazioni osservatori
- Sri Lanka - Sri Lanka Amateur Baseball & Softball Association